# P.V.O. (album)
P.V.O., s podtitulem Rock debut 6, je první oficiálně vydaná nahrávka pražské hudební skupiny Psí vojáci. Jde o 7" EP z edice Rock debut vydavatelství Panton. Kvůli komunistické cenzuře musela být kapela označena pod změněným názvem P.V.O. (Psí vojáci osobně). Album obsahuje čtyři písně, autorem textů je Filip Topol (kromě „Sbohem a řetěz“ od Jáchyma Topola a Jana Ptáčka). Na realizaci spolupracovali Vojtěch Lindaur a Ladislav Kantor, obal je dílem Františka Tomíka.

## Seznam písní

### Strana A
1. Psycho killer (Zabíječ) – 2:37 (věnováno Raymondu Chandlerovi)
2. Žiletky – 3:50

### Strana B
1. Marilyn Monroe – 3:22
2. Sbohem a řetěz – 3:47

## Obsazení

### Psí vojáci
- Filip Topol – klavír, zpěv, texty
- David Skála – bicí
- Jan Hazuka – baskytara
- Ivo Lorenc – altsaxofon (1, 3, 4)

### Host
- Jan Kolář – hoboj (2)